# Stylosanthes sericeiceps
Stylosanthes sericeiceps là một loài thực vật có hoa trong họ Đậu. Loài này được S.F.Blake miêu tả khoa học đầu tiên.